# شوولن
شوولن (به آلمانی: Schwollen) یک شهر در آلمان است که در بیرکنفلد واقع شده‌است. شوولن ۴۸۴ نفر جمعیت دارد.